# Arion Brown
Arion Brown (n. 26 octombrie 1865 – d. 2 mai 1929) a fost unul dintre ofițerii Armatei României, care a exercitat comanda unor mari unități și unități militare, pe timp de război, în perioada Primului Război Mondial și operațiilor militare postbelice. 
A îndeplinit funcția de comandant de brigadă între 1917-1918.:p. 4

## Cariera militară
Arion Brown a ocupat diferite poziții în cadrul unităților de cavalerie ale armatei române, avansând până în anul 1917 la gradul de General de Brigadă. A fost locotenent-colonel în 1910, colonel în 1913 și General de brigadă în 1917 :p. 4
În perioada Primului Război Mondial a îndeplinit funcția de Colonel și Comandant al Brigăzii 1 Roșiori Cavalerie, comandant al Brigăzii 4 Călărași :p. 22

## Decorații
- Ordinul Național „Steaua României”, în grad de Locotenent-Colonel (1912) [4]
- Ordinul Coroana României, cu distincția „Campania din Bulgaria 1913” (1913)